# Unterseeboot 774
L'Unterseeboot 774 ou U-774 est un sous-marin allemand (U-Boot) de type VIIC utilisé par la Kriegsmarine pendant la Seconde Guerre mondiale.
Le sous-marin est commandé le 21 novembre 1940 à Wilhelmshaven (Kriegsmarinewerft), sa quille posée le 17 décembre 1942, il est lancé le 23 décembre 1943 et mis en service le 17 février 1944, sous le commandement de l'Oberleutnant zur See Johann Buttjer.
L'U-774 n'endommage ni ne coule aucun navire au cours de l'unique patrouille (39 jours en mer) qu'il effectue.
Il est coulé dans l'Atlantique Nord par la Marine britannique, en avril 1945.

## Conception
Unterseeboot type VII, l'U-774 avait un déplacement de 769 tonnes en surface et 871 tonnes en plongée. Il avait une longueur totale de 67,10 m, un maître-bau de 6,20 m, une hauteur de 9,60 m et un tirant d'eau de 4,74 m. Le sous-marin était propulsé par deux hélices de 1,23 m, deux moteurs diesel Germaniawerft M6V 40/46 de 6 cylindres en ligne de 1 400 cv à 470 tr/min, produisant un total de 2 060 à 2 350 kW en surface et de deux moteurs électriques Brown, Boveri & Cie GG UB 720/8 de 375 cv à 295 tr/min, produisant un total 550 kW, en plongée. Le sous-marin avait une vitesse en surface de 17,7 nœuds (32,8 km/h) et une vitesse de 7,6 nœuds (14,1 km/h) en plongée. Immergé, il avait un rayon d'action de 80 milles marins (150 km) à 4 nœuds (7,4 km/h; 4,6 milles par heure) et pouvait atteindre une profondeur de 230 m. En surface son rayon d'action était de 8 500 milles nautiques (soit 15 700 km) à 10 nœuds (19 km/h).
 L'U-774 était équipé de cinq tubes lance-torpilles de 53,3 cm (quatre montés à l'avant et un à l'arrière) qui contenait quatorze torpilles. Il était équipé d'un canon de 8,8 cm SK C/35 (220 coups) et d'un canon antiaérien de 20 mm Flak. Il pouvait transporter 26 mines TMA ou 39 mines TMB. Son équipage comprenait 4 officiers et 40 à 56 sous-mariniers.

## Historique
Il suit son temps d'entraînement initial à la 31. Unterseebootsflottille jusqu'au 31 janvier 1945, puis il rejoint son unité de combat dans la 11. Unterseebootsflottille.
Sa première patrouille est précédée d'un court trajet de Kiel à Bergen. Elle commence le 14 mars 1945 au départ de Bergen. 
L'U-774 est l'un des sept U-Boote qui partent des ports de Norvège pour la Manche. Ils reçoivent l'ordre de se cantonner dans une zone à 200 à 300 nautiques à l'ouest de l'entrée ouest de la Manche, en raison de l'augmentation significative des pertes d'U-Boote dans la Manche. 
Le 8 avril 1945, l'U-774 est envoyé par le fond au sud-ouest de l'Irlande, à la position 49° 58′ N, 11° 51′ O, par des grenades du HMS Bentinck (K314) (en) et du HMS Calder (K349) (en) du 4e E.G.
Les quarante-quatre membres d'équipage meurent dans cette attaque.

## Affectations
- 31. Unterseebootsflottille du 17 février 1944 au 31 janvier 1945 (Période de formation).
- 11. Unterseebootsflottille du 1er février 1945 au 8 avril 1945 (Unité combattante).

## Commandement
- Kapitänleutnant Johann Buttjer du 17 février 1944 au 8 octobre 1944.
- Kapitänleutnant Werner Sausmikat du 9 octobre 1944 au 8 avril 1945.

## Patrouille(s)
|       | Commandant              | Départ        | Départ | Arrivée      | Arrivée | Jours    | Succès |
| ----- | ----------------------- | ------------- | ------ | ------------ | ------- | -------- | ------ |
|       | Kptlt. Werner Sausmikat | 1er mars 1945 | Kiel   | 13 mars 1945 | Bergen  | 13 jours |        |
| 1     | Kptlt. Werner Sausmikat | 14 mars 1945  | Bergen | 8 avril 1945 | Coulé   | 26 jours |        |
| Total | Total                   | Total         | Total  | Total        | Total   | 39 jours | 0 t    |

Note : Kptlt. = Kapitänleutnant